# Hassan Ali Mansur

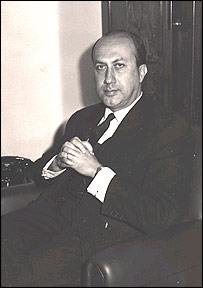
Hassan Ali Mansur, 1964

Hassan Ali Mansur (persisch حسنعلی منصور Hasan-Ali Mansour; * April 1923 in Teheran, Iran; † 26. Januar 1965) war ein iranischer Beamter und Politiker. Er von 1964 bis 1965 Premierminister Irans. Er übernahm dieses Amt zur Zeit der Weißen Revolution Mohammad Reza Schahs und wurde am 21. Januar 1965 von einem Mitglied der Fedāʾiyān-e Eslām tödlich verletzt.

## Leben
Hassan Ali Mansur wurde im April 1923 in Teheran als Sohn des Ministerpräsidenten Radschab Ali Mansur (Mansour-al-Molk) und dessen Frau Zahir-ol-Molk Raiss geboren. Er besuchte die Schule in Teheran und schloss die Schulausbildung an der Firooz-Bahram Schule ab. Während des Zweiten Weltkriegs studierte er Rechts- und Politikwissenschaften an der Universität Teheran und beendete sein Studium mit einem Abschluss in Politikwissenschaft.
Er begann seine Laufbahn nach dem Zweiten Weltkrieg als Beamter des Außenministeriums. Zusammen mit Amir Abbas Hoveyda arbeitete Mansur in der neu errichteten iranischen Botschaft in Deutschland. Die Botschaft war in Stuttgart in der amerikanischen Zone gelegen. In Deutschland freundete sich Mansur mit dem damaligen Hohen Kommissar John McCloy an.
Bereits mit 30 Jahren wurde er Leiter des Büros des Premierministers. 1957 wurde Mansur von Premierminister Manutschehr Eghbal zum Vorsitzenden des Wirtschaftsausschusses und zum stellvertretenden Premierminister bestimmt. Danach wurde Mansur Arbeitsminister und Wirtschaftsminister. Unter Premierminister Asadollah Alam übernahm Mansur den Vorsitz der staatlichen Krankenversicherung in Iran (persisch Bimeh Iran).
Als politische Plattform hatte Hassan Ali Mansur die „Fortschrittspartei“ (Kanoon Motaraghion) gegründet. 1962 bewarb sich Mansur um einen Sitz im Parlament und wurde als Abgeordneter des Bezirks Teheran gewählt. Mansur formte mit weiteren Abgeordneten eine Koalition und gründete die Partei Neues Iran (persisch Iran Novin).
Nach dem Rücktritt des amtierenden Premierministers Alam im Jahre 1964 schlug Mohammad Reza Schah Hassan Ali Mansur dem Parlament als neuen Premierminister vor. Mit Hassan Ali Mansur hatte eine neue Politikergeneration die Macht in Iran übernommen. Mohammad Reza Schah war 44 und sein neuer Premierminister 40 Jahre alt. Gemeinsam wollten sie Iran in eine neue Zeit führen. Mit Mansur übernahmen Amir Abbas Hoveyda, Dschamschid Amusegar, Ataollah Chosravani, Dr. Nahavandi, Alinaghi Alichani und Manutschehr Rohani politische Verantwortung. Da die meisten seiner Minister in den Vereinigten Staaten Amerika (USA) studiert hatten, war es ganz natürlich, dass man die Zusammenarbeit mit den USA ausbaute. Zudem war in den USA mit Präsident Kennedy ebenfalls ein junger Politiker an die Macht gekommen, so dass die Verständigung zwischen den USA und Iran eigentlich ohne Problem hätte sein müssen.
Mohammad Reza Schah hatte die Grundzüge der Weißen Revolution entwickelt, und Hassan Ali Mansur sollte sie mit Hilfe US-amerikanischer Berater umsetzen. Die USA weigerten sich jedoch, Berater nach Iran zu entsenden, bevor nicht das mit der Vorgängerregierung ausgehandelte Status of Forces Agreement verabschiedet worden war. In diesem Abkommen hatten die USA durchgesetzt, dass die Berater und ihre Familienangehörigen quasi diplomatische Immunität genossen. Damit hatten die Amerikaner von Iran eine Regelung verlangt, wie sie unter den Kadscharen Russland und Großbritannien für ihre Staatsangehörige durchgesetzt hatten und die erst unter Reza Schah abgeschafft worden war. Das Status of Forces Agreement wurde vom Parlament bestätigt, Mansur und der Schah sollten dafür jedoch einen hohen Preis bezahlen.
Der schärfste Kritiker des Agreements war der Ajatollah Chomeini. Chomeini kritisierte den Schah und beschuldigte die USA und Israel, Iran „versklaven“ zu wollen. Im Juni 1963 war Chomeini verhaftet worden, als er sich in einer Rede gegen die Reformen der Weißen Revolution gewandt hatte. Damals schaltete sich Seyyed Kazem Schariatmadari, der ranghöchste Geistliche in Iran, vermittelnd in den Disput ein. Als Erstes ernannte er Chomeini zum Ajatollah, um ihn vor einem möglichen Todesurteil zu bewahren. Dann setzte er sich beim Schah, mit dem Versprechen, dafür zu sorgen, dass Chomeini sich von nun an politisch zurückhalten werde, für seine Freilassung ein. Auch Mansur versuchte den Schah davon zu überzeugen, dass es besser sei, Chomeini freizulassen, als einen Märtyrer aus ihm zu machen. Chomeini kam frei, setzte seine radikale Kritik an der Regierung aber unvermindert fort.
Mansur entschied, dass es jetzt genug sei und Chomeini nach seiner Rede gegen das Status-of-Forces-Abkommen Iran verlassen müsse. Am 4. November 1964 wurde Chomeini nach seiner Verhaftung zum Flughafen Mehrabad gebracht und in die Türkei abgeschoben. Die Fehlentscheidung, Chomeini nicht vor Gericht zu stellen, kostete Mansur das Leben und vierzehn Jahre später den Schah seinen Thron. Der unaufhaltsame Aufstieg des Ayatollah Chomeini hatte begonnen.
Hassan Ali Mansur war kurze Zeit mit Nuschin Teymurtasch verlobt, heiratete dann aber Fariedeh Emami, eine Enkelin von Hassan Vosough und Nichte von Ahmad Qavam. Aus der Ehe ging ein Sohn hervor. Fariedehs Schwester Leyla Ememi heiratete den späteren Premierminister Amir Abbas Hoveyda.

## Ermordung
Am 21. Januar 1965, wenige Tage vor dem zweiten Jahrestag der Weißen Revolution, hielt der Wagen von Mansur gegen 10 Uhr vor dem Parlamentsgebäude an. Mansur wollte seine erste Rede zur Lage der Nation vor dem Parlament halten. Mansur stieg aus dem Wagen aus, und Mohammad Bocharai, ein Mitglied der Fedajin-e Islam, trat aus der Menge der wartenden Zuschauer auf Mansur zu und schoss drei Mal. Mansur wurde zurück in den Wagen gelegt und zum Krankenhaus gefahren, wo er nach fünf Tagen verstarb. Mohammad Reza Schah ernannte den engen Vertrauten Mansurs Amir Abbas Hoveyda bis zu seiner Bestätigung durch das Parlament zum geschäftsführenden Premierminister. Hoveyda sollte für die nächsten 13 Jahre Premierminister bleiben.
Die Fedajin-e Islam hatten wenige Jahre zuvor bereits Premierminister Ali Razmara ermordet. Damals war es um die Verstaatlichung der von den Briten kontrollierten Anglo-Iranian Oil Company gegangen. Wie bei der Ermordung Razmaras waren auch dieses Mal die Auftraggeber in der konservativen Geistlichkeit zu suchen. Chomeini war ein erklärter Gegner der von Mansur vorangetriebenen Weißen Revolution. Der spätere Präsident der Islamischen Republik Iran Akbar Hāschemi Rafsandschāni gab später zu, dass er zusammen mit anderen den Auftrag zur Ermordung Mansurs gegeben hatte. Er habe die Pistole besorgt, die bei der Ermordung Mansurs verwendet worden war. Zum Beweis legte er die Pistole vor, die er als persönliches Erinnerungsstück an sich genommen hatte.
Mansur wurde in Schah-Abdol-Azim in der Nähe des Mausoleums von Reza Schah bestattet. Auf seinem Grab brannte eine ewige Flamme.
Nach der islamischen Revolution wurden im Auftrag von Ayatollah Sadegh Chalchali die Grabstätte aufgebrochen und die sterblichen Überreste Mansurs „verstreut“. Das Grabdenkmal ist inzwischen vollständig beseitigt.